# Lilium puerense
Die Einteilung der Lebewesen in Systematiken ist kontinuierlicher Gegenstand der Forschung. So existieren neben- und nacheinander verschiedene systematische Klassifikationen. 
Das hier behandelte Taxon ist durch neue Forschungen obsolet geworden oder ist aus anderen Gründen nicht Teil der in der deutschsprachigen Wikipedia dargestellten Systematik.
Lilium puerense war der Name für eine Art aus der Gattung der Lilien (Lilium) in der Trompetenlilien-Sektion, die 1991 erstbeschrieben wurde. Im Zuge weiterer Untersuchungen wurde die Art 2021 mit Lilium sulphureum synonymisiert.

## Beschreibung
Lilium puerense erreicht eine Wuchshöhe von 100 cm bis 150 cm. Die Zwiebeln sind groß, oval und erreichen einen Durchmesser von etwa 5,8 cm bis 7,5 cm, sie sind zwischen 6 cm und 7 cm hoch, sie sind mit purpurnen Schuppen überzogen. Der Stängel ist an der Oberfläche papillös. Die aufrechten Laubblätter sind schmal und linear bis lanzettförmig, zwischen 5,5 cm und 7,5 cm lang und zwischen 1,6 und 3,5 cm breit. Sie sind um den Stängel verteilt und bilden ähnlich wie Lilium sargentiae Achselbulbillen in den Blattachseln aus. Die Blattränder sind anders als bei Lilium sulphureum papillös, was ein wichtiges Unterscheidungskriterium ist.

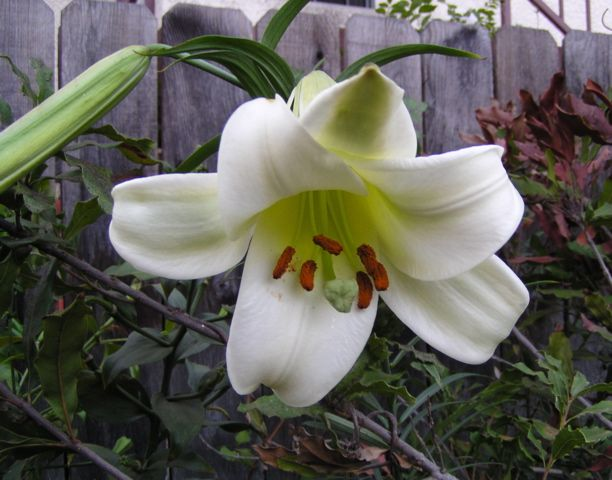
Lilium puerense, inzwischen L. sulphureum

Die Pflanze blüht von Juli bis September mit Blütenständen mit 1 bis 6 trompetenförmigen Blüten, die stark duften. Die Blütenhülle ist segmentiert und 14,8 cm bis 19 cm lang. Die zwittrigen Blüten sind dreizählig. Die sechs gleichgestalteten, lanzettförmigen Blütenblätter sind zurückgebogen. Die Hochblätter sind oval und zwischen 4 cm und 5 cm lang, sowie 1,6 cm bis 2,3 cm breit. Sie tragen mittig einen einzelnen 4 cm bis 5 cm langen Blütenstiel. Die Grundfarbe der Blüten ist elfenbeinweiß, das zur Basis bin nach goldgelb übergeht, die Blütenaußenseite ist rosa überlaufen. Jede Blüte enthält drei Fruchtblätter und sechs Staubblätter. Die Antheren sind blass-gelb und die Pollen sind braun und die Filamente gelblich grün. Der Griffel ist 10 cm bis 11,5 cm lang und weiß, das Stigma der Narbe ist fett und hat einen Durchmesser von 6 mm bis 8 mm. Wichtigstes Unterscheidungsmerkmal zu Lilium sulphureum ist die grüne Farbe des Fruchtknotens, der bei Lilium sulphureum von purpurner Farbe ist. Die Samen reifen in 5 cm bis 6,5 cm langen, 7 mm bis 10 mm 6-furchigen Samenkapseln heran.
Der Samen von Lilium puerense keimt sofortig-epigäisch, die Vermehrung findet aber auch über die Achselbulbillen statt.

## Verbreitung
Lilium puerense wächst auf grasigen Hängen, in offenen Wäldern, aber auch an Straßenrändern auf kalkhaltigen Böden in Höhenlagen von 1200 bis 1800 m NN.
Die Art wurde im Südosten der Provinz Yunnan in der Volksrepublik China entdeckt und erstbeschrieben, sie scheint dort endemisch zu sein. Der Holotypus findet sich im Verwaltungsgebiet der bezirksfreien Stadt Pu’er.

## Systematik
Die Art wurde 1991 erstbeschrieben. Der Status der Art war jedoch umstritten, da sie Lilium sulphureum sehr ähnlich ist. 2021 wurde sie dann mit Lilium sulphureum synonymisiert.